# سيتروين سي3 I
سيتروين سي3 I هي سيارة من تصنيع سيتروين، وظهرت هذه السيارة أول مرة قصد منافسة بيجو 206 ورينو كليو II.